# Gesù predice la sua morte
Gesù predice la sua morte in cinque diversi episodi riportati dai vangeli sinottici, in cui preannuncia ai suoi discepoli che avrebbe sofferto, sarebbe stato ucciso e sarebbe risorto il terzo giorno. 

## Gli annunci
Il primo annuncio avviene a Cesarea di Filippo, dopo l'episodio della confessione di Pietro. Il vangelo di Marco (8,31-33) e il vangelo di Matteo (16,21-23), riportano che Gesù dice ai suoi discepoli che il Figlio dell'Uomo avrebbe sofferto a causa degli anziani del popolo, dei capi dei sacerdoti e degli scribi, sarebbe stato ucciso e sarebbe risorto il terzo giorno. Pietro si scandalizza e auspica che ciò non accada, ma Gesù lo rimprovera, dicendogli che non pensa secondo Dio ma secondo gli uomini. Il vangelo di Luca (9,21-22) riporta l’episodio ma lo accorcia, omettendo il dialogo fra Gesù e Pietro.
Il secondo annuncio, riportato da Marco, Matteo e Luca (Mc 9,30-32, Mt 17,22-23, Lc 9,43-45), avviene in Galilea, quando Gesù dice ai discepoli che il Figlio dell’Uomo sarebbe stato consegnato nelle mani degli uomini e sarebbe stato ucciso, ma sarebbe risuscitato il terzo giorno. I discepoli però non capiscono ed hanno paura di chiedergli di cosa sta parlando. Secondo alcuni commentatori, essi tacciono perché hanno una doppia paura: da un lato quella di essere rimproverati (come era accaduto a Pietro in occasione del primo annuncio), dall'altro quella di scoprire una verità diversa da quella che avevano immaginato fino a quel momento. Poco dopo, si metteranno a discutere su chi tra di loro era il più grande, costringendo Gesù ad invitarli all'umiltà.   
Il terzo annuncio, anch'esso riportato da tutti e tre i sinottici (Mc 10,32-34, Mt 20,17-19, Lc 18,31-34), avviene lungo la strada verso Gerusalemme, quando Gesù dice ai discepoli che in questa città il Figlio dell'Uomo sarebbe stato tradito e condannato a morte dai capi dei sacerdoti e degli scribi e consegnato nelle mani dei pagani, che lo avrebbero deriso, flagellato e ucciso, ma il terzo giorno sarebbe risuscitato. I discepoli però non comprendono ciò che Gesù dice. Poco dopo, Giacomo e Giovanni chiederanno addirittura di avere una posizione di privilegio nel futuro Regno di Gesù  e Gesù è costretto a chiarire che egli è venuto per servire. 
Il quarto annuncio, riportato solo dal vangelo di Matteo (26,1-2), avviene a Gerusalemme due giorni prima di Pasqua, quando Gesù dice ai discepoli che il Figlio dell'Uomo sarebbe stato consegnato per essere crocifisso. L'evangelista non riporta le reazioni dei discepoli.   
Il vangelo di Matteo (Mt 26,30-32) e il vangelo di Marco (Mc 14,26-28) riportano inoltre che Gesù, uscito dal cenacolo dopo l'Ultima Cena, dice ai discepoli che in quella notte si sarebbero scandalizzati per causa sua e gli annuncia che dopo la sua risurrezione li avrebbe preceduti in Galilea. Pietro ribatte che lui non si sarebbe mai scandalizzato e Gesù gli preannuncia che in quella stessa notte lo avrebbe rinnegato.